# 東大阪市立荒川小学校
東大阪市立荒川小学校（ひがしおおさかしりつ あらかわしょうがっこう）は、大阪府東大阪市荒川にある公立小学校。2022年（令和4年）5月1日現在の児童数は346名である。

## 通学区域
- 足代3丁目、荒川1丁目、荒川2丁目、荒川3丁目、俊徳町1丁目、俊徳町2丁目、俊徳町3丁目、俊徳町4丁目1〜10番、11番1〜11号、26〜35号、12番、俊徳町5丁目1〜7番、12番[2]

## 進路状況
ほとんどの児童は東大阪市立俊徳中学校へ進学するが、国私立中学校へ進学する児童もいる。

## 著名な出身者
- 笹山哲平（俳優）- 純平とは双子の兄弟
- 笹山純平（俳優）
- 番平守（バレーボール指導者）